# Palazzo Bargellini
Palazzo Bargellini, già palazzo da Verrazzano, si trova in via delle Pinzochere 3 a Firenze.
Il nome attuale deriva da Piero Bargellini, sindaco di Firenze durante l'alluvione del 1966 e famoso storico e scrittore, che vi abitò a partire dagli anni '40.

## Storia
In questo sito nei primi del Quattrocento si trovavano due case, una delle quali apparteneva al famoso umanista Poggio Bracciolini. Verso la metà del secolo i due edifici vennero acquistati da un certo Giovanni Del Zaccheria, che le cedette nel 1505 a Gherardo di Michele Da Cepparello. La famiglia Da Cepparello fu l'artefice del nuovo palazzo, costruito agli inizi del XVI secolo da un architetto sconosciuto, forse attribuibile per alcuni elementi a Giuliano da Sangallo o a Baccio d'Agnolo (i peducci e le pregevoli colonne con capitelli scolpiti del cortile e dello scalone, le tracce di finestre quadripartitre come a Palazzo Bartolini Salimbeni, lo scorcio prospettico del giardino, ecc.).
Nel 1578 il palazzo passò agli Almanneschi e nel 1650 ai Dell'Antella, prima di venire acquistato nel 1662 da Isabella Gerini, moglie del senatore Andrea Da Verrazzano (della casata resa illustre dal famoso navigatore Giovanni). Risale a quel periodo lo stemma nel cortile, con la stella dei Da Verrazzano, che tennero il palazzo fino all'estinzione del ramo familiare nel 1819.

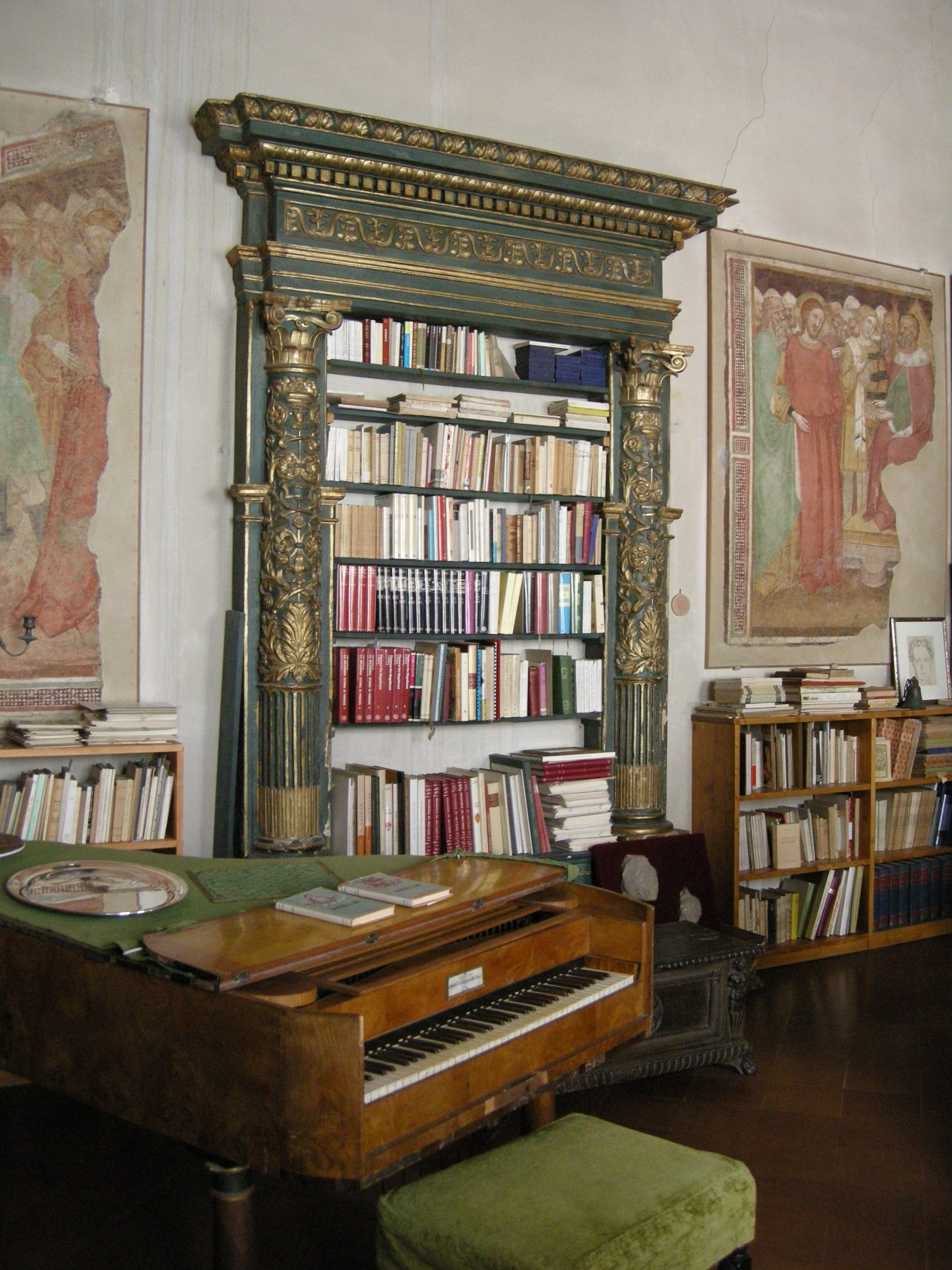
Lo studio di Piero Bargellini

Seguirono altri passaggi di proprietà: i Casamorata (qui visse il compositore Luigi Ferdinando Casamorata), i Parenti (che fecero inserire una "P" ancora presente sulla cancellata del cortile), gli Antinori, i Fedeli, fino all'acquisto da parte della moglie di Piero Bargellini, Lelia Cartei, nel 1946. La coppia stava cercando un palazzo in centro ed è un curioso aneddoto come la donna appena vide il palazzo, sebbene fosse in un cattivo stato di manutenzione, decise di acquistarlo senza consultarsi con il marito, anzi chiedendo i soldi per la caparra all'editore del Bargellini a titolo di anticipo sul prossimo libro del marito. Il Bargellini, quando venne a conoscenza dell'iniziativa della moglie, sebbene turbato dalle cattive condizioni della struttura, approvò in definitiva la sua scelta. La ristrutturazione terminò all'inizio degli anni '60, ma già nel 1966 l'alluvione danneggiava gravemente fino al primo piano, essendo la zona di Santa Croce una delle più colpite dalla sciagura. Le grandi ante del portale vennero divelte ed una di esse non fu mai più ritrovata. Tutto ciò che si trovava al pian terreno venne irrimediabilmente devastato.
Bargellini fu capace di attirare l'attenzione sulla catastrofe dell'alluvione, ed è emblematico l'episodio quando invitò alcune personalità del governo nel suo palazzo facendoli passare con fatica per la melma che invadeva il pian terreno del palazzo, per vedere con i propri occhi la drammatica situazione: poco dopo non tardarono ad arrivare aiuti più efficaci alla città da parte del Governo. In quei duri giorni Bargellini aprì il palazzo agli sfollati e ne fece un centro di prima accoglienza. 
Oggi il palazzo appartiene agli eredi Bargellini, che hanno curato un riordino dello studio e delle carte dello scrittore. Lo studio di Bargellini è Casa della Memoria dal 2006 e visitabile su appuntamento. Il giardino viene periodicamente aperto al pubblico in alcune occasioni nel corso dell'anno.
Il palazzo appare nell'elenco redatto nel 1901 dalla Direzione Generale delle Antichità e Belle Arti, quale edificio monumentale da considerare patrimonio artistico nazionale.

## Descrizione

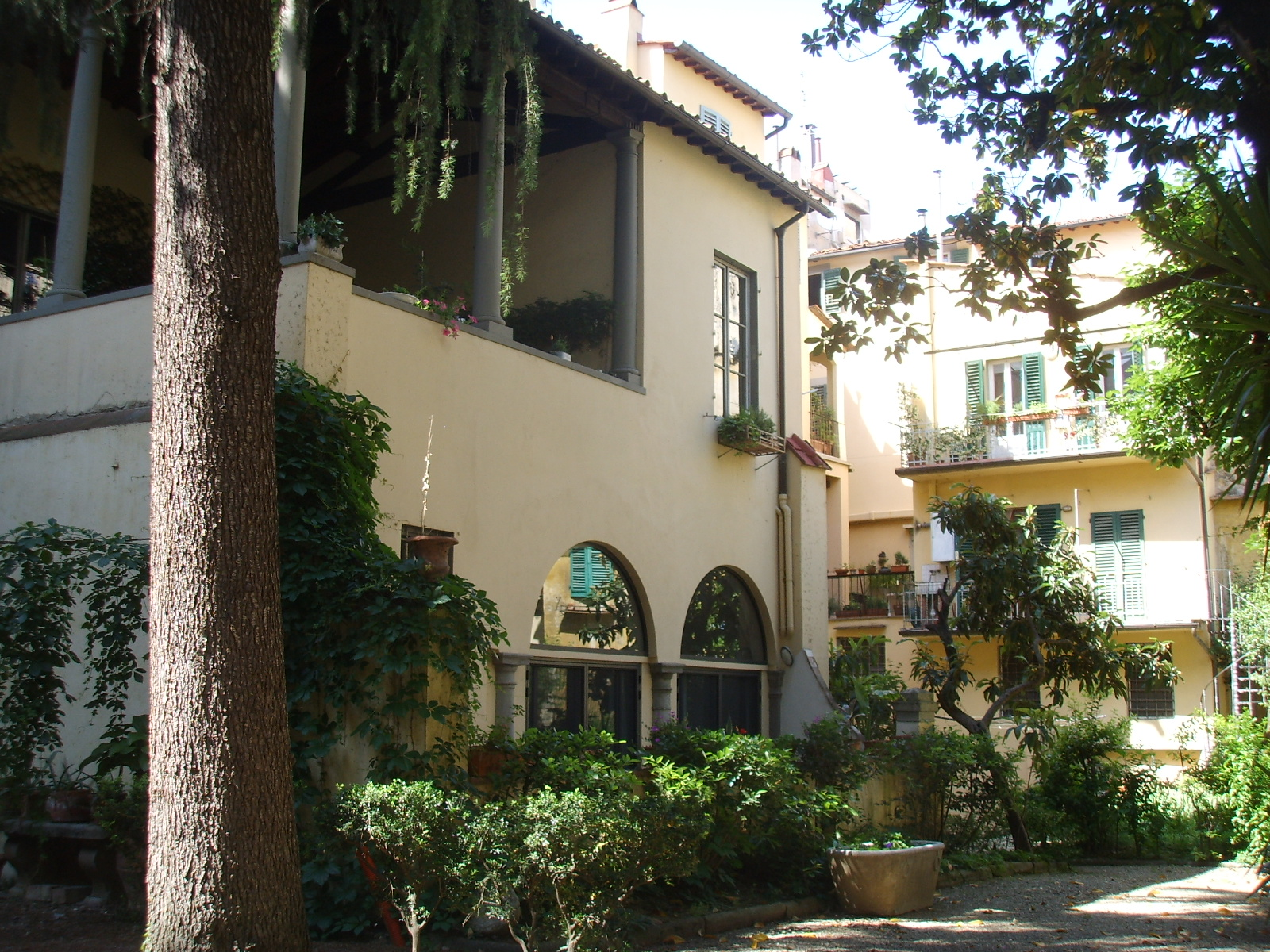
Il giardino

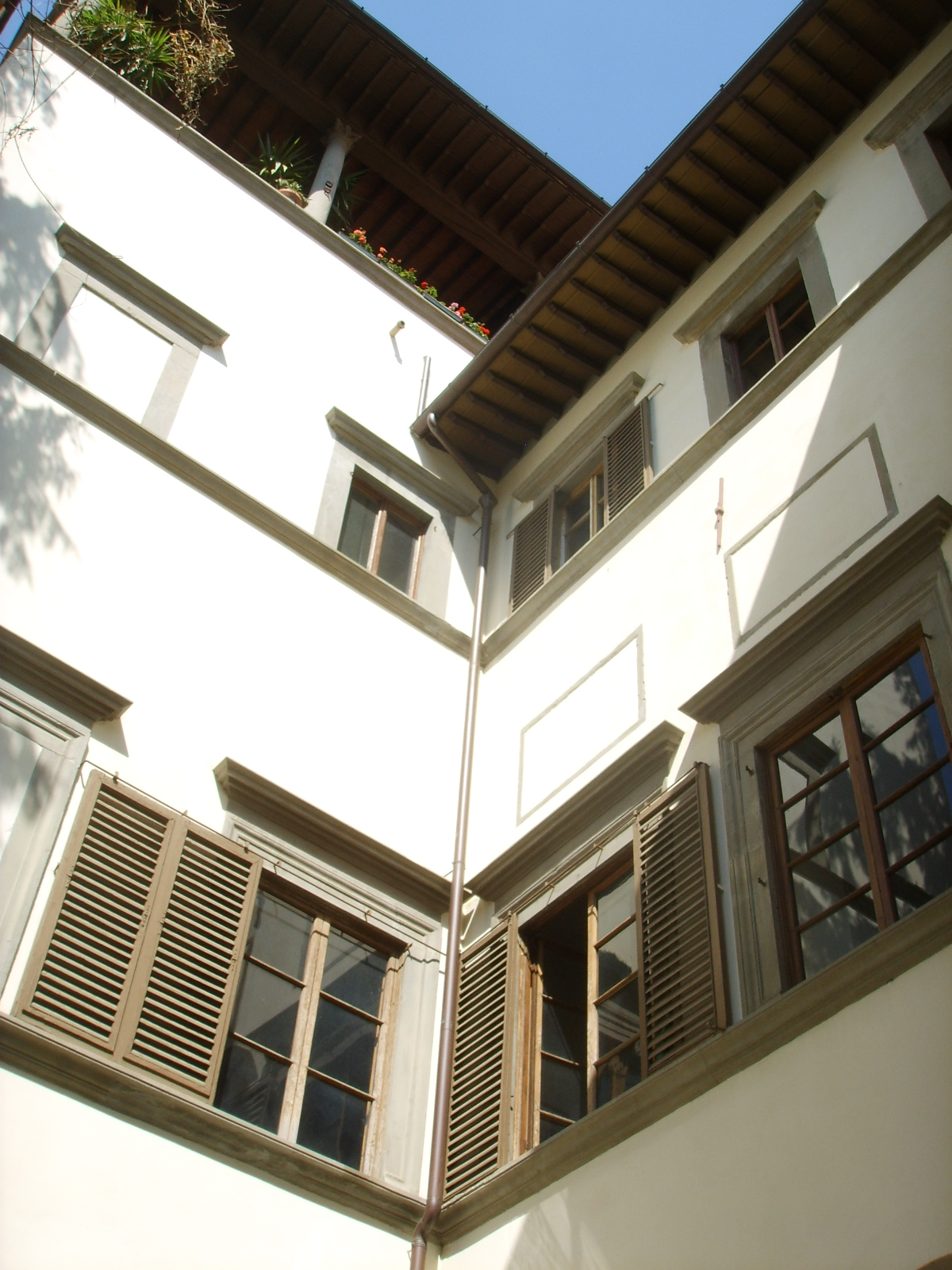
Ordine architettonico attorno al cortile

Il palazzo è da giudicare, come più volte sottolineato dalla letteratura, tra i più belli e conservati di Firenze, per la misurata facciata, le eleganti finestre centinate del primo e del secondo piano circondate da bozze spianate (su sette assi), la sua panca di via e l'ampia grondaia sporgente. 
L'androne voltato a botte dà accesso al cortile, con una loggetta con colonmne dai capitelli scolpiti finemente. Anticamente il loggiato occupava tre lati, ma due vennero tamponati in varie epoche. Da qui si accede sia al giardino, un angolo verde circondato da alti edifici con un piccolo ninfeo e una serra, e allo scalone, che ha il corrimano in pietra serena originale e una colonna al primo piano.
All'ultimo piano, sul lato interno, si trova una loggetta.

## Bibliografia

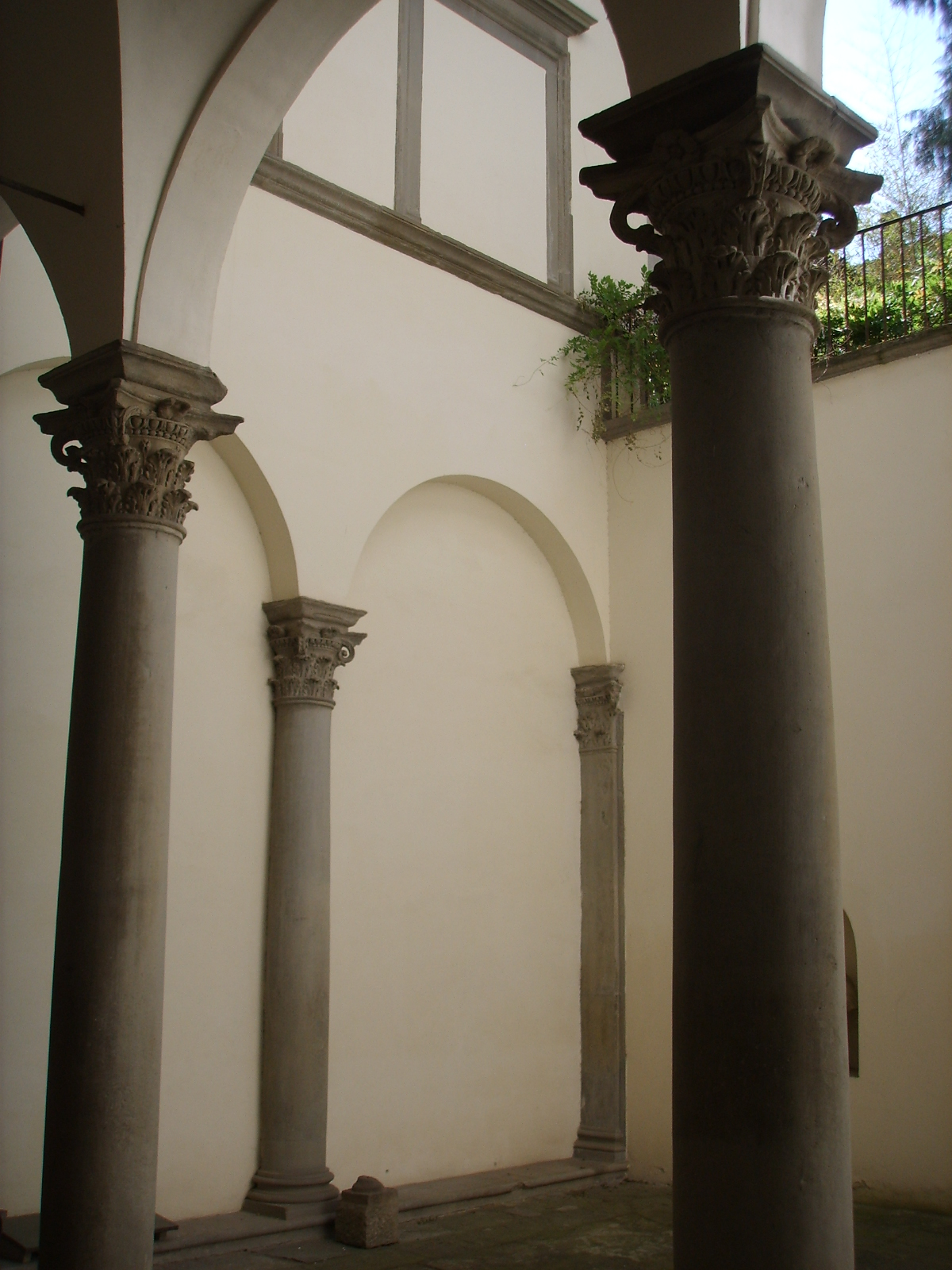
Il cortile